# Bomba odłamkowa
Bomba odłamkowa – bomba lotnicza o grubej skorupie rozrywającej się na liczne ciężkie odłamki lub o cienkiej skorupie napełnionej odłamkami; używana jest do rażenia wojsk, transportu samochodowego, sprzętu lotniczego itp. 
Bomby odłamkowe mogą być uzbrojone w zapalniki o działaniu natychmiastowym lub ze zwłoką. Masa bomby odłamkowej wynosi od kilku do kilkudziesięciu kilogramów, a promień rażenia od kilkudziesięciu do kilkuset metrów. W bombie odłamkowej stosuje się kruszący materiał wybuchowy, podobnie jak w bombie burzącej. 
Odmianą bomby odłamkowej jest bomba kulkowa.